# Минте, Янкуба
Янкуба Минте Моат (англ. Yankuba Minteh Moat; родился 22 июля 2004) — гамбийский футболист, вингер английского клуба «Брайтон энд Хоув Альбион» и национальной сборной Гамбии.

## Клубная карьера
Начал футбольную карьеру в гамбийском клубе «Стив Бико». Летом 2022 года присоединился к молодёжной команде «Оденсе». 10 сентября 2022 года дебютировал в основном составе «Оденсе» в матче датской Суперлиги против «Копенгагена», выйдя на замену на 83-й минуте и забив победный гол три минуты спустя.
1 июля 2023 года перешёл в английский клуб «Ньюкасл Юнайтед». Сезон 2023/24 провёл в аренде в нидерландском клубе «Фейеноорд».
1 июля 2024 года перешёл в английский клуб «Брайтон энд Хоув Альбион» за 30 млн фунтов.

## Карьера в сборной
В ноябре 2022 года получил свой первый вызов в сборную Гамбии на предстоящие товарищеские матчи против сборных Демократической Республики Конго и Либерии. 10 сентября 2023 года дебютировал за сборную Гамбии в матче против сборной Республики Конго, отметившись забитым мячом.

## Достижения
«Фейеноорд»
- Обладатель Кубка Нидерландов: 2023/24